# Chirita crassituba
Chirita crassituba är en tvåhjärtbladig växtart som beskrevs av Wen Tsai Wang. Chirita crassituba ingår i släktet Chirita och familjen Gesneriaceae. Inga underarter finns listade i Catalogue of Life.